# Andriej Ledowski
Andriej Miefodjewicz Ledowski (ros. Андрей Мефодьевич Ледовский, ur. 1914, zm. 2007) – radziecki dyplomata.

## Życiorys
W 1939 ukończył studia na Wydziale Matematyczno-Fizycznym Astrachańskiego Instytutu Nauczycielskiego, od 1939 członek WKP(b), 1942 ukończył Wyższą Szkołę Dyplomatyczną Ludowego Komisariatu Spraw Zagranicznych ZSRR, następnie pracował w tym komisariacie. Kandydat nauk historycznych, 1943-1944 konsul ZSRR w Lanzhou (Chiny), później attaché Ambasady ZSRR w Chinach, 1946-1948 konsul generalny ZSRR w Pekinie. 1950-1952 konsul generalny ZSRR w Mukdenie (Shenyangu), 1952-1955 zastępca kierownika Wydziału Dalekowschodniego Ministerstwa Spraw Zagranicznych ZSRR, od 1955 do czerwca 1959 radca Ambasady ZSRR w USA. Od 9 czerwca 1959 do 1 marca 1966 ambasador nadzwyczajny i pełnomocny ZSRR w Birmie, od lutego 1966 do 1973 zastępca kierownika Wydziału Kadr Zagranicznych KC KPZR, 1973-1980 zastępca kierownika Prezydium Rady Radzieckich Towarzystw Przyjaźni i Kontaktów Kulturalnych z Zagranicą, od 1980 starszy pracownik naukowy Instytutu Dalekiego Wschodu Akademii Nauk ZSRR. Po rozpadzie ZSRR wstąpił do KPFR.

## Odznaczenia
- Order Czerwonego Sztandaru Pracy (trzykrotnie)
- Order Czerwonej Gwiazdy
- Order „Znak Honoru”